# Side by side
Un side by side (SxS o SSV) en un tipo de vehículo pequeño con tracción en las cuatro ruedas, que son mayores que las de un cuatrimoto y menores que las de un todoterreno pequeño.
Se les llama también con los acrónimos UTV (Utility Task Vehicle) o ROV (Recreational Off highway Vehicle).

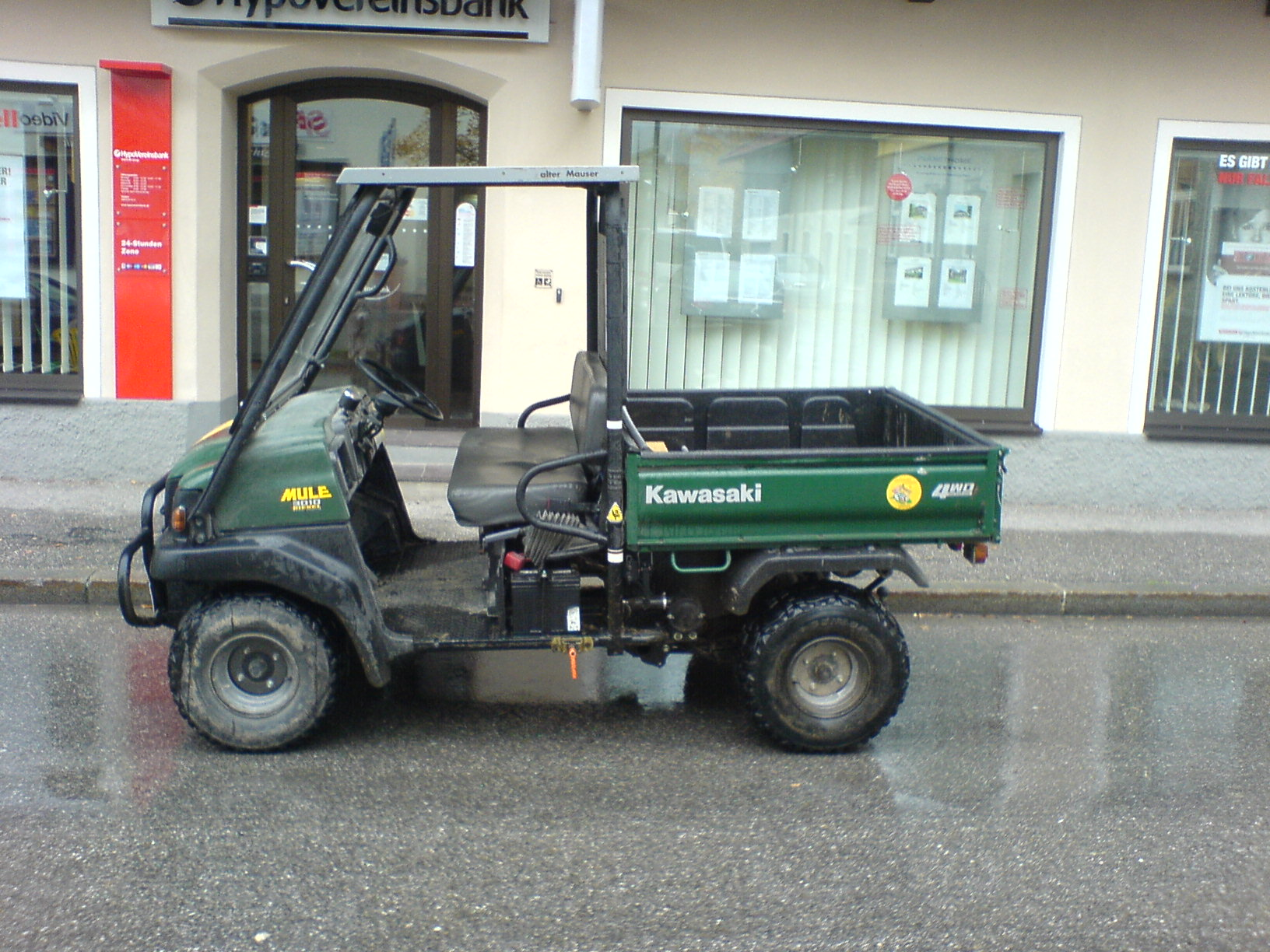
Kawasaki Mule.

Vehículos Side by Side
- Bombardier Recreational Products
- Corvus UTV (TerrainDX4, AdventureT900)
- Yamaha Rhino
- Polaris Ranger RzR 800 Efi
- Arctic Cat (Prowler)
- Kubota (RTV1100, RTV900, RTV500)
- John Deere (Gator HPX XUV)
- Kawasaki (Mule, Trans, Teryx)
- Polaris Industries (Ranger, Ranger Crew, Ranger RZR)
- Bush Hog (Trail Hand, Trail Hunter)
- American Sportworks
- Husqvarna
- Club Car (XRT1550)
- Cub Cadet
- Honda (Big Red).
- Can-Am (Commander, Maverick).
- CF Moto (Zforce, Uforce)

## Historia
Los side by side modernos encuentran sus primeros indicios en los dune buggies de 1950 de las playas de California. Se comenzó a percibir la posibilidad de emplear un vehículo diseñado en exclusiva para el uso recreacional. Después, se diseñaron vehículos de tres ruedas como el Honda CT 1970, híbridos entre motocicletas y los quads que conocemos en la actualidad. A pesar del enorme éxito que cosecharon, en 1988, los principales fabricantes sacaron estos vehículos del mercado debido al peligro que representaba la inestabilidad de los mismos. Esto dio paso a los quads de cuatro ruedas, teniendo como vehículo clave el Kawasaki Mule, lanzado ese mismo año. Este vehículo era versátil y se convirtió en una herramienta estándar de la industria agraria. Hasta este momento eran vehículos diseñados con fines laborales, pero parte del público le daba también un uso recreacional.
En 2004 Yamaha apostó por este nicho de mercado, creando un primer UTV orientado más al uso recreacional que al laboral. Aun así, seguía teniendo una volqueta. Fue un éxito rotundo. Un año más tarde Artic Cat creó un modelo más radical, denominado Prowler. Durante estos años, los fabricantes comprendieron que existía una demanda en los vehículos de uso recreativo pero aun así, todos conversaban los elementos clave de los vehículos agrarios.
En 2008 Polaris lanzó el primer Side by Side, concebido en exclusiva para la diversión, sin dar lugar a que el vehículo sea empleado con fines laborales. Este tipo de vehículos también se denominaron ROV (Recreational Off Highway Vehicle). Actualmente están ganando popularidad como vehículos militares. 
Es tal el éxito en este sector que existen 80 marcas distintas dedicadas a la fabricación de side by sides y UTV.

## Seguridad
La mayoría de los Side by Side vienen equipados de fábrica con estructuras antideformación.
La comisión de seguridad de productos de consumo estadounidense afirmó en el año 2009 lo siguiente: "Los vehículos pueden presentar una estabilidad lateral inadecuada, características no deseables en la dirección y protección inadecuada de los ocupantes en caso de vuelco". De acuerdo con este organismo entre el 2003 y agosto del 2009 hubo 116 muertes en accidentes con side by side.

## Competición

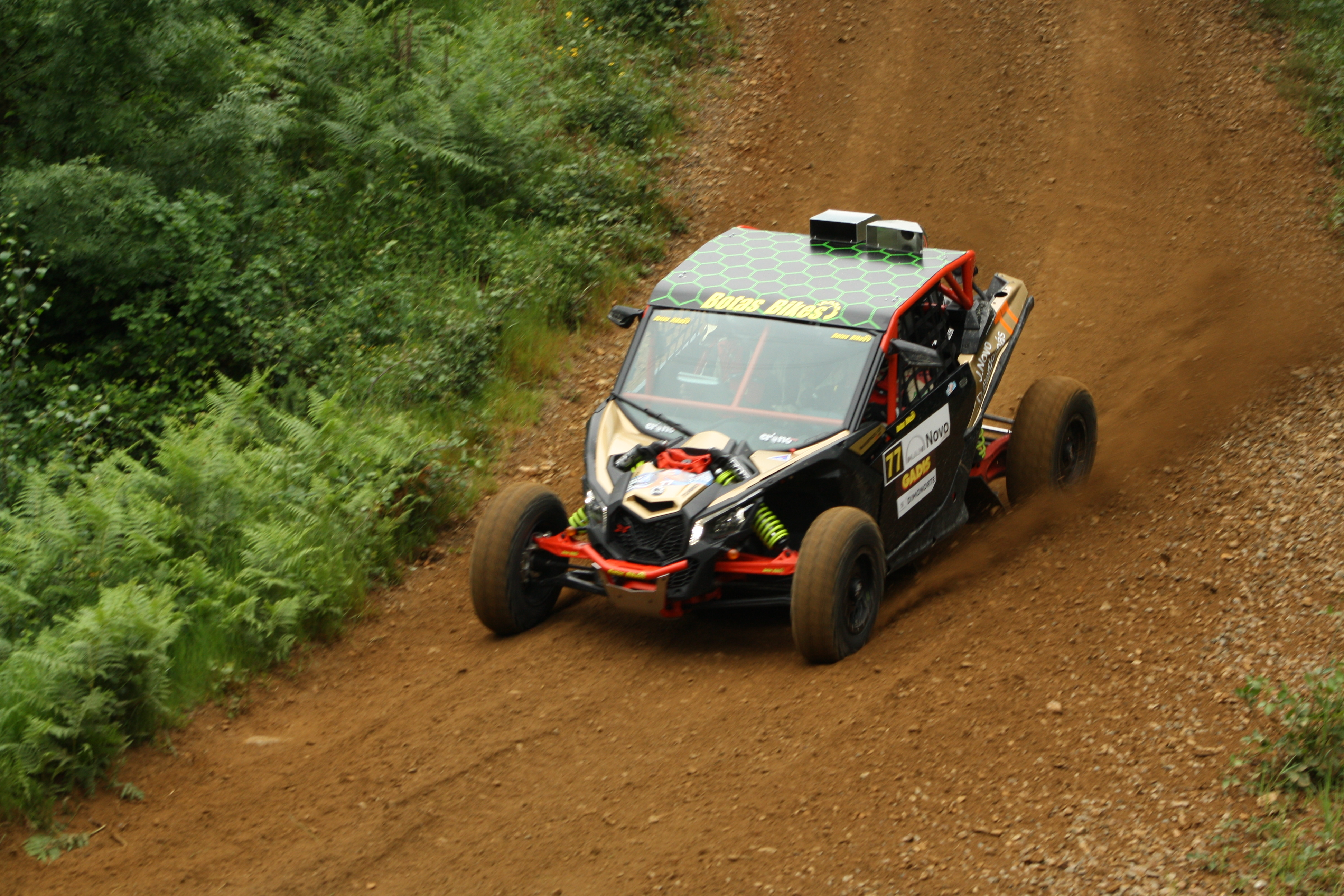
Un side by side compitiendo en un rally en España.

En 2017, el Rally Dakar, una de las pruebas de rally raid más famosas del mundo, creó la categoría UTV, separando así este tipo de vehículos de la clase principal de coches. Luego de esto, la popularidad de este tipo de vehículos en las competiciones de rally raid ha aumentado notablemente.
Actualmente el Rally Dakar y otras competiciones de la FIA poseen dos categorías de este tipo de vehículos: la SSV (T4) y los prototipos ligeros (T3), teniendo esta última mayor libertad de modificación.